# 亀崎潮干祭
亀崎潮干祭（かめざきしおひまつり）は、愛知県半田市亀崎町にある神前神社の祭礼である。毎年5月3日・4日に開催される。「亀崎潮干祭の山車行事」が国の重要無形民俗文化財に指定されており、「山・鉾・屋台行事」の構成遺産としてユネスコの無形文化遺産に登録されている。

## 歴史

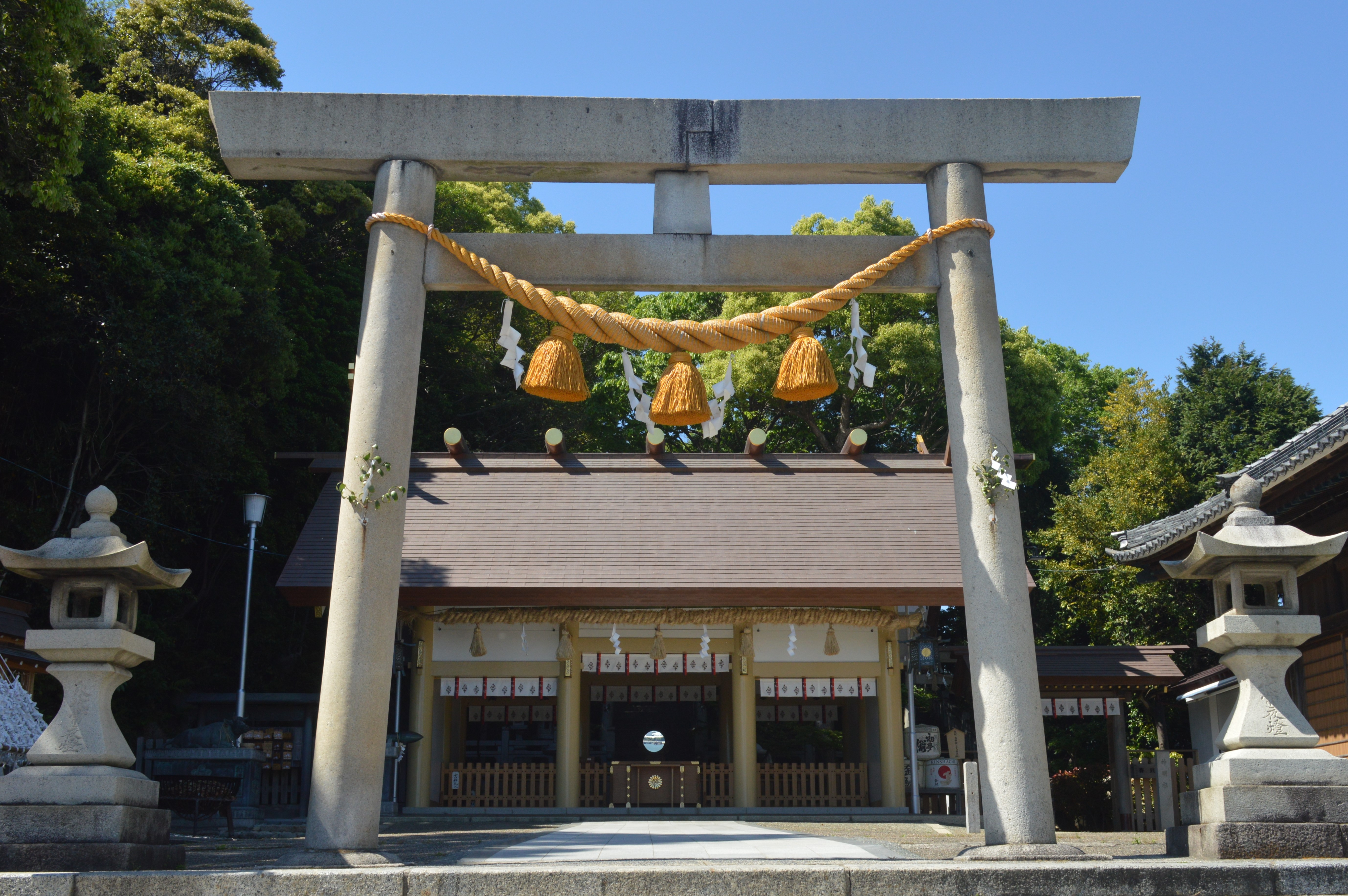
神前神社

言い伝えによれば、室町時代の応仁・文明年間の頃に亀崎に来着した武家らの発案により、荷車に笹を立て幕を張ったものを神官の指示によって曳き回したのが祭礼の起源とされ、そのときの車が現在5組5台の山車のうち東組宮本車に当たるとされている。その後、再三の新造・改造を経て、18世紀には現在のような知多型（半田型）と呼ばれる山車の形態になったとされている。
1960年（昭和35年）には前年9月の伊勢湾台風の影響によって祭礼が中止された。1980年（昭和41年）には「亀崎潮干祭の山車5台」が愛知県の有形民俗文化財に指定された。2006年（平成18年）には「亀崎潮干祭の山車行事」が国の重要無形民俗文化財に指定された。
2016年（平成28年）、「山・鉾・屋台行事」の構成遺産としてユネスコの無形文化遺産に登録された。無形文化遺産への登録以後は、国内外から年間10万人近い観客を集めている。以後は2020年（令和2年）には新型コロナウイルス感染症の拡大を受け、同年の祭礼が中止された。

## ギャラリー

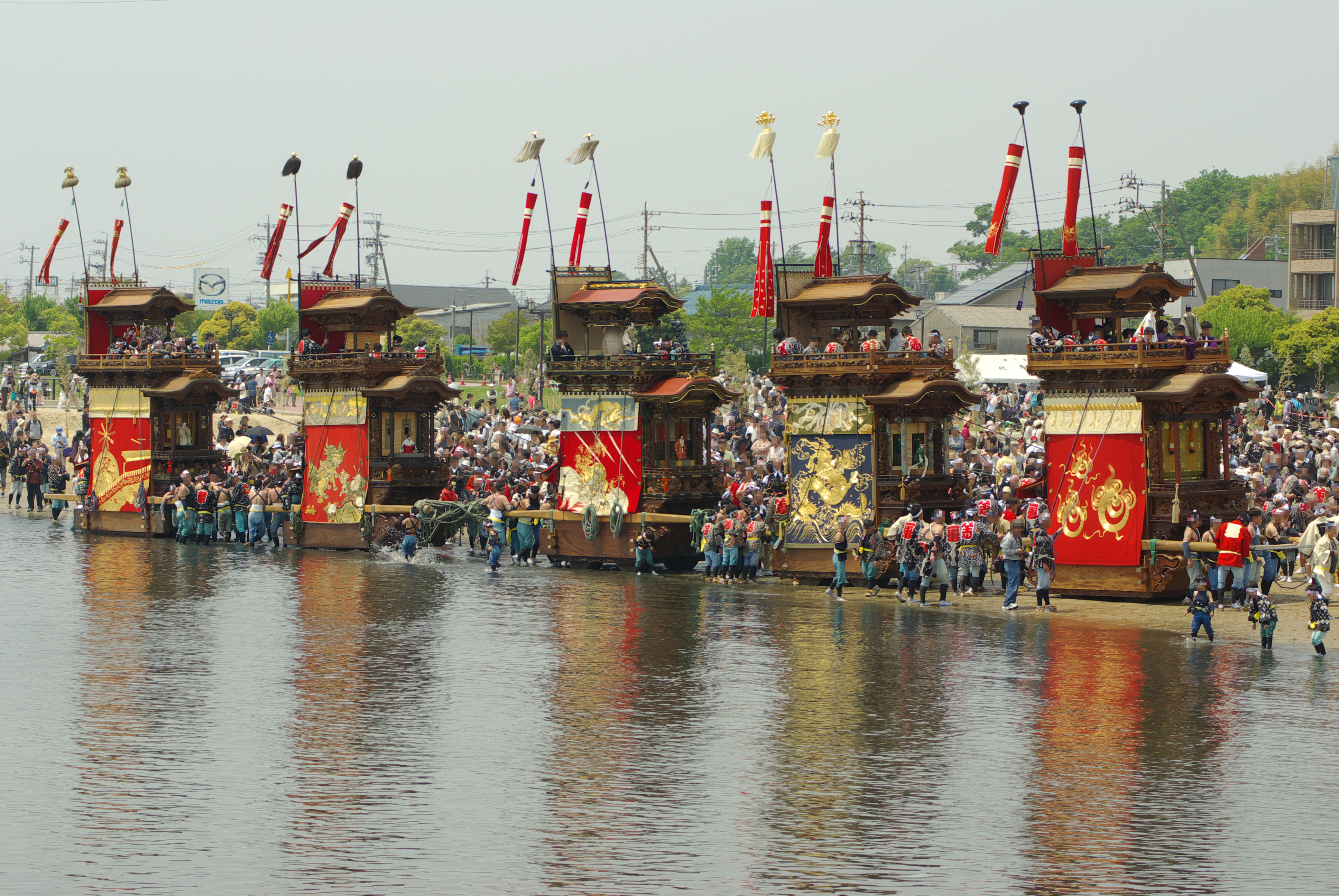
海岸沿いに勢揃いした5台の山車
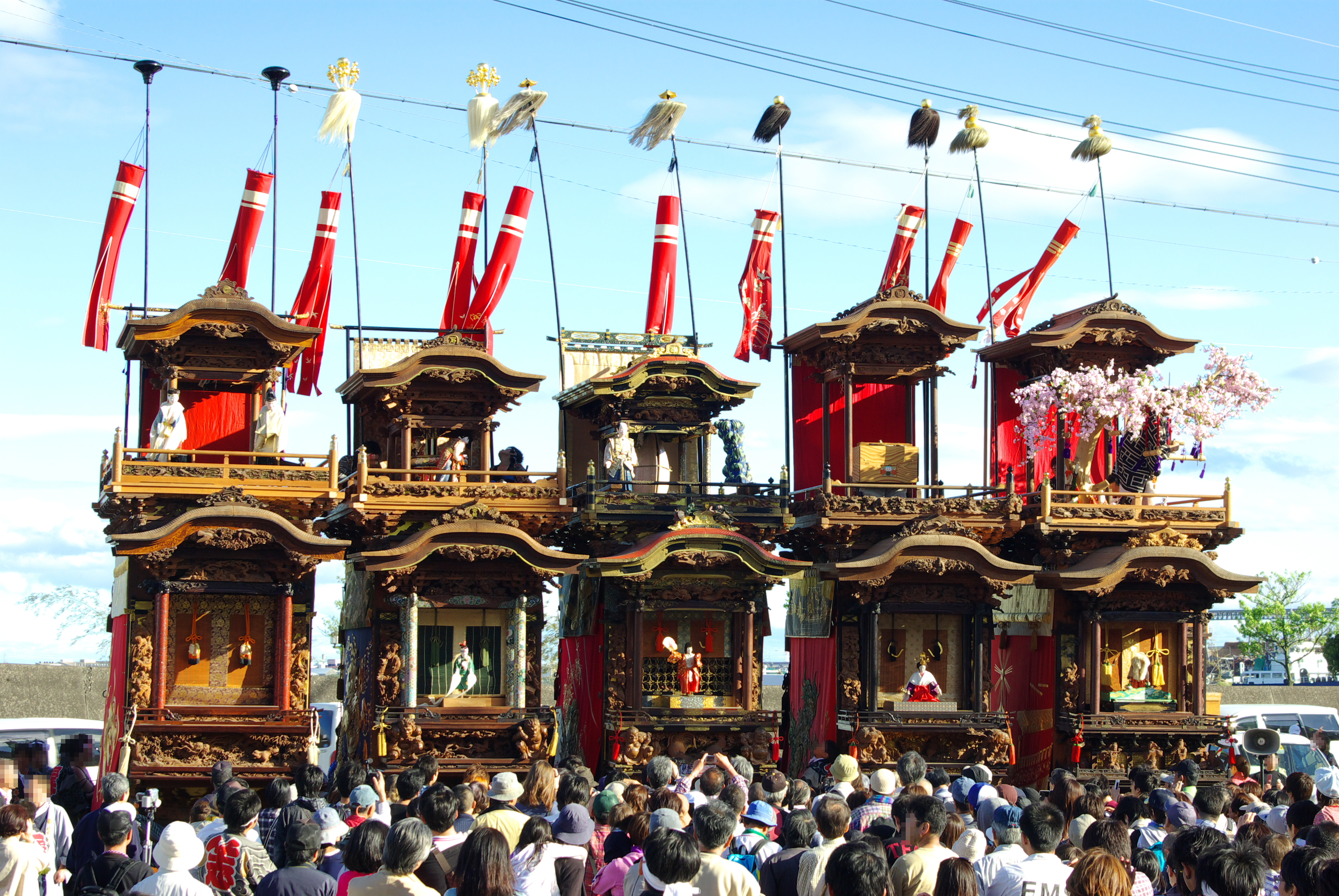
神前神社境内に勢揃いした5台の山車
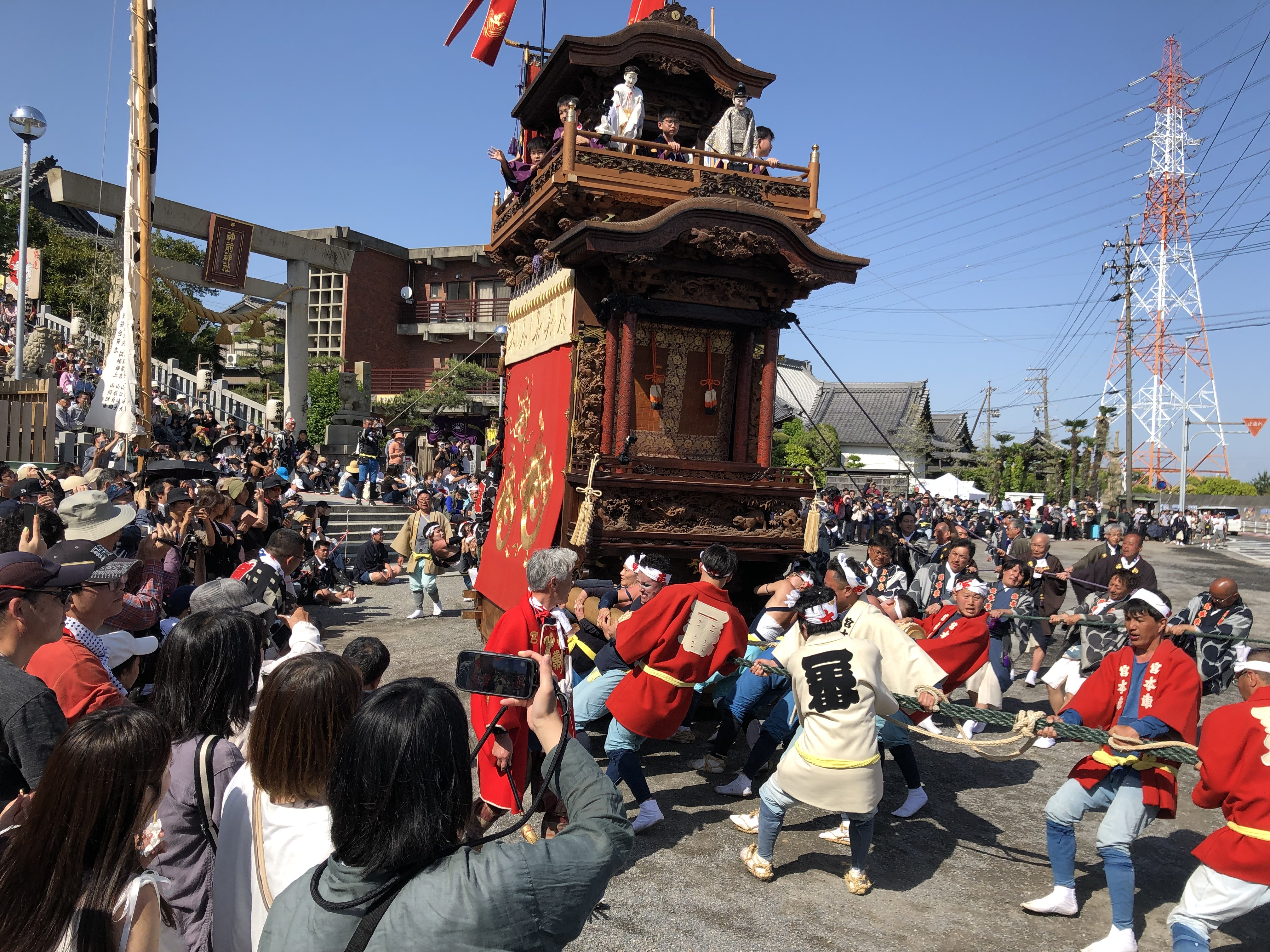
東組の宮本車
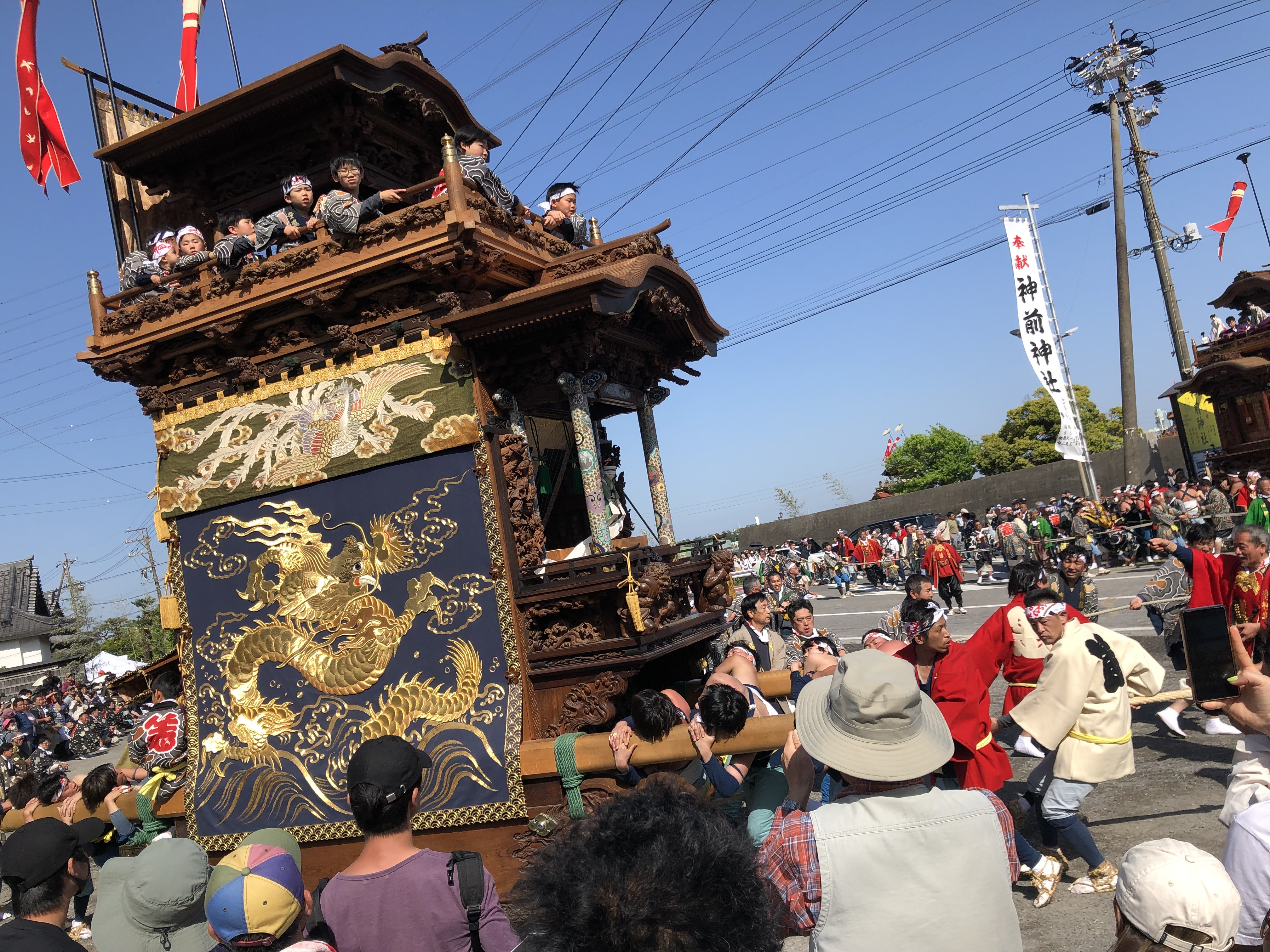
石橋組の青龍車
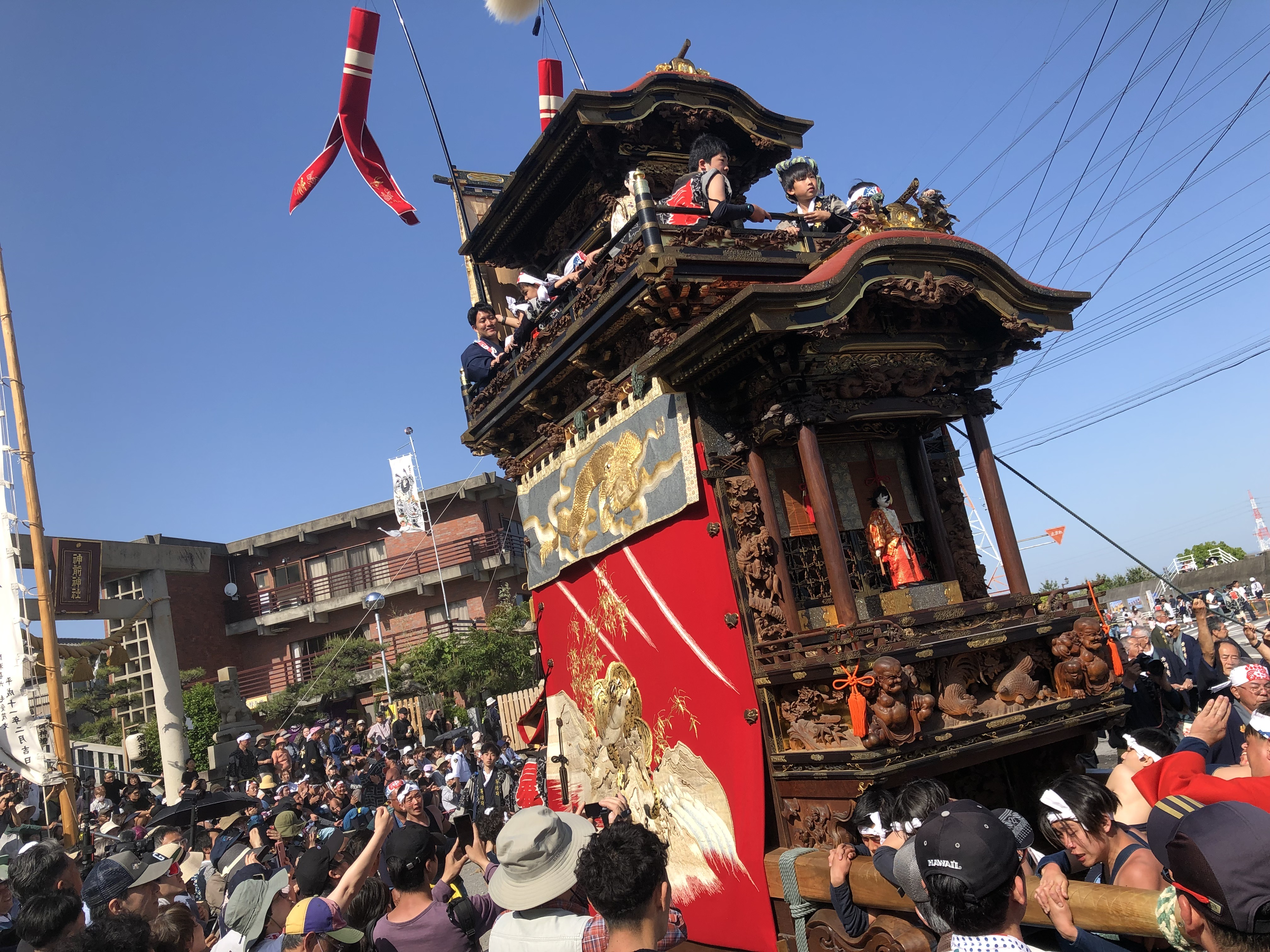
中切組の力神車
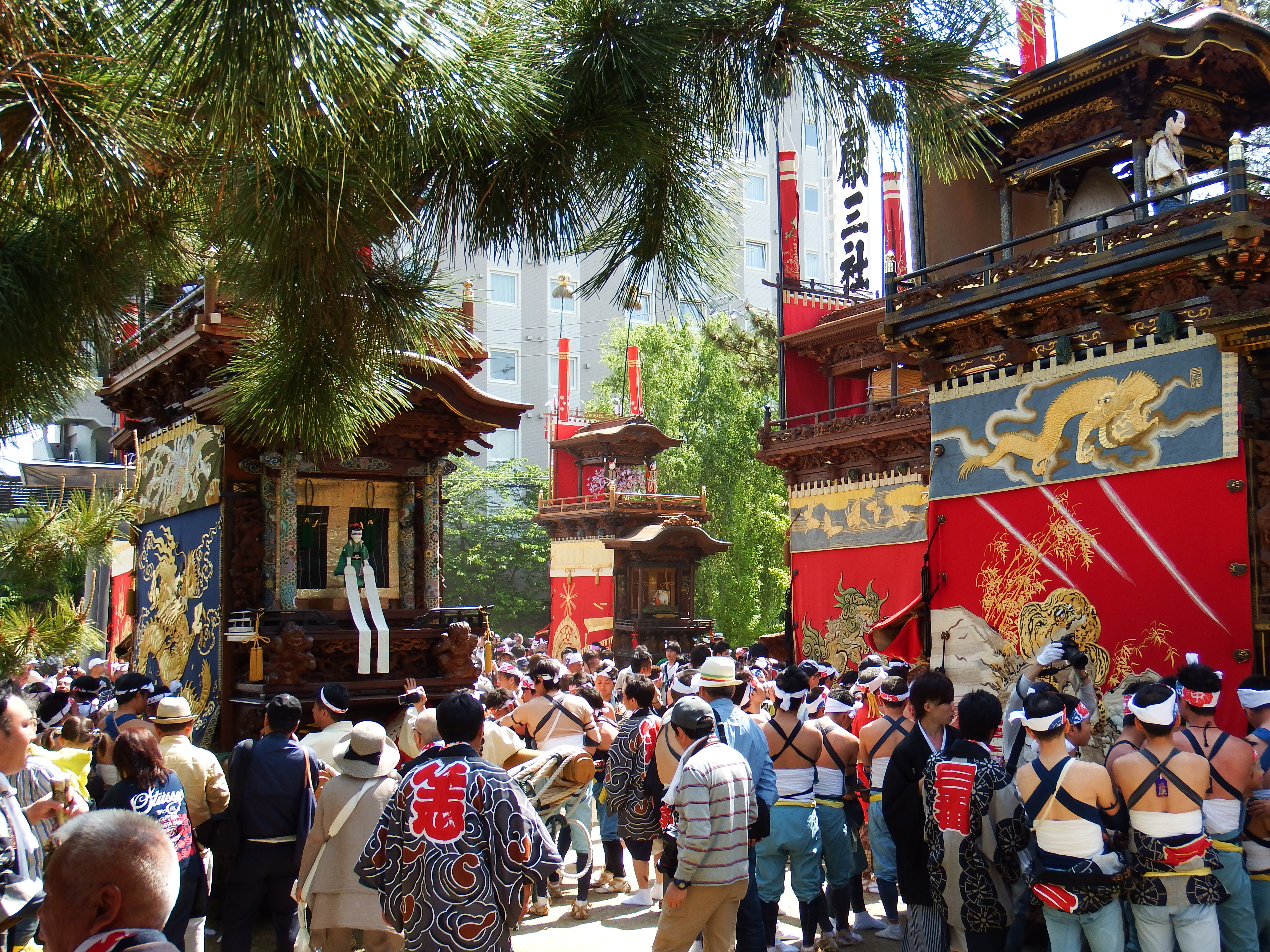
尾張三社前での曳き回し
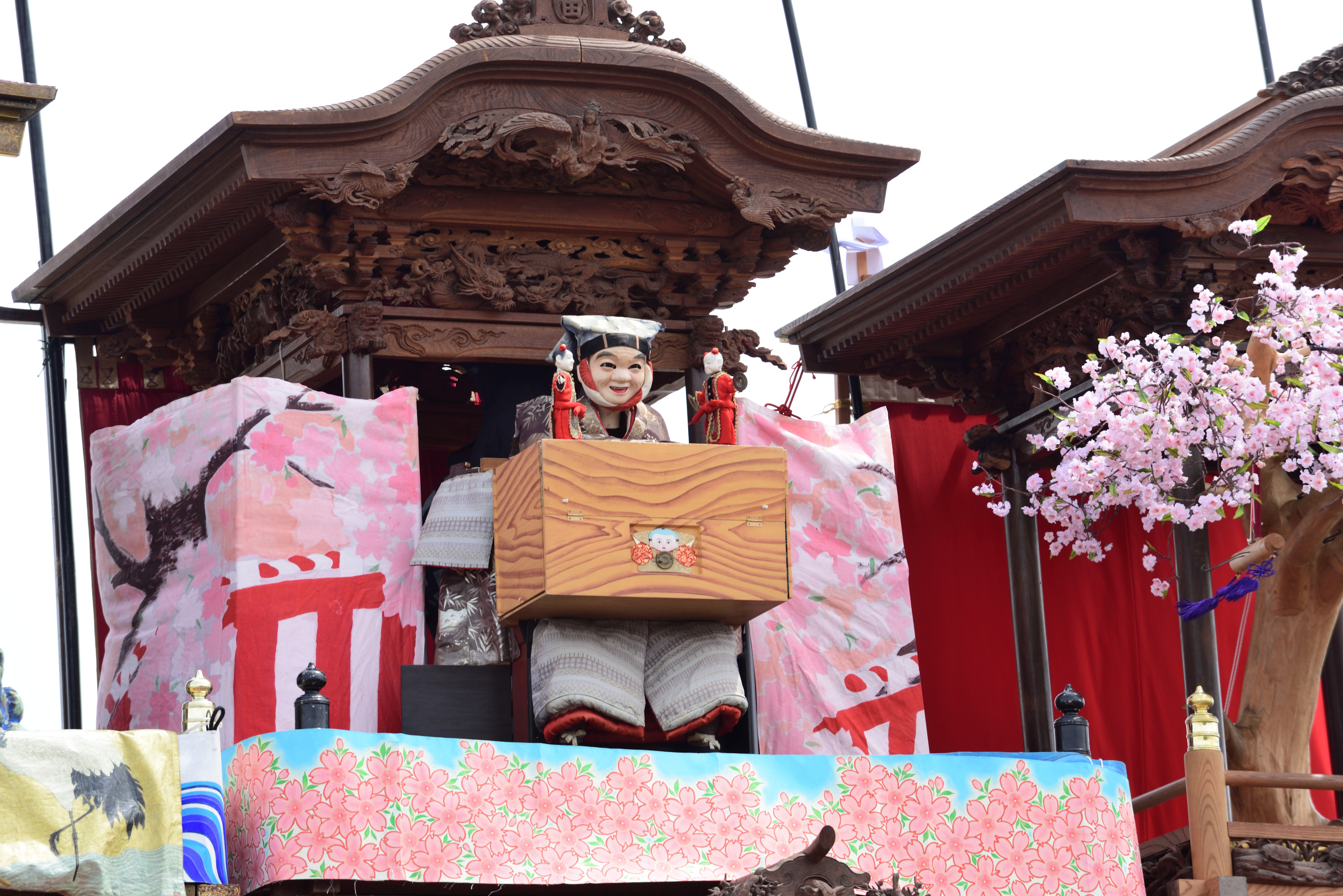
からくり人形（傀儡師）
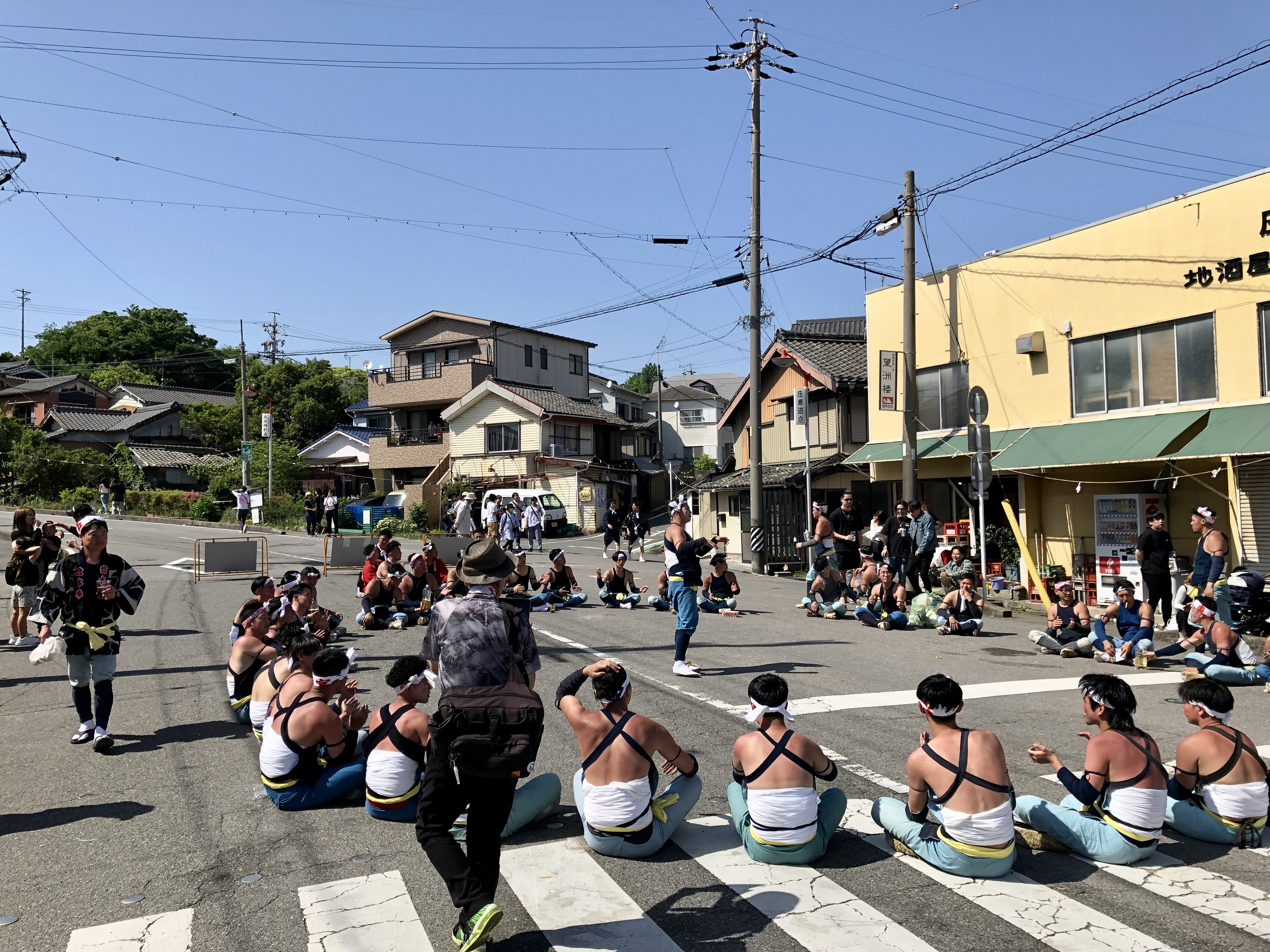
「伊勢音頭」を歌う男衆
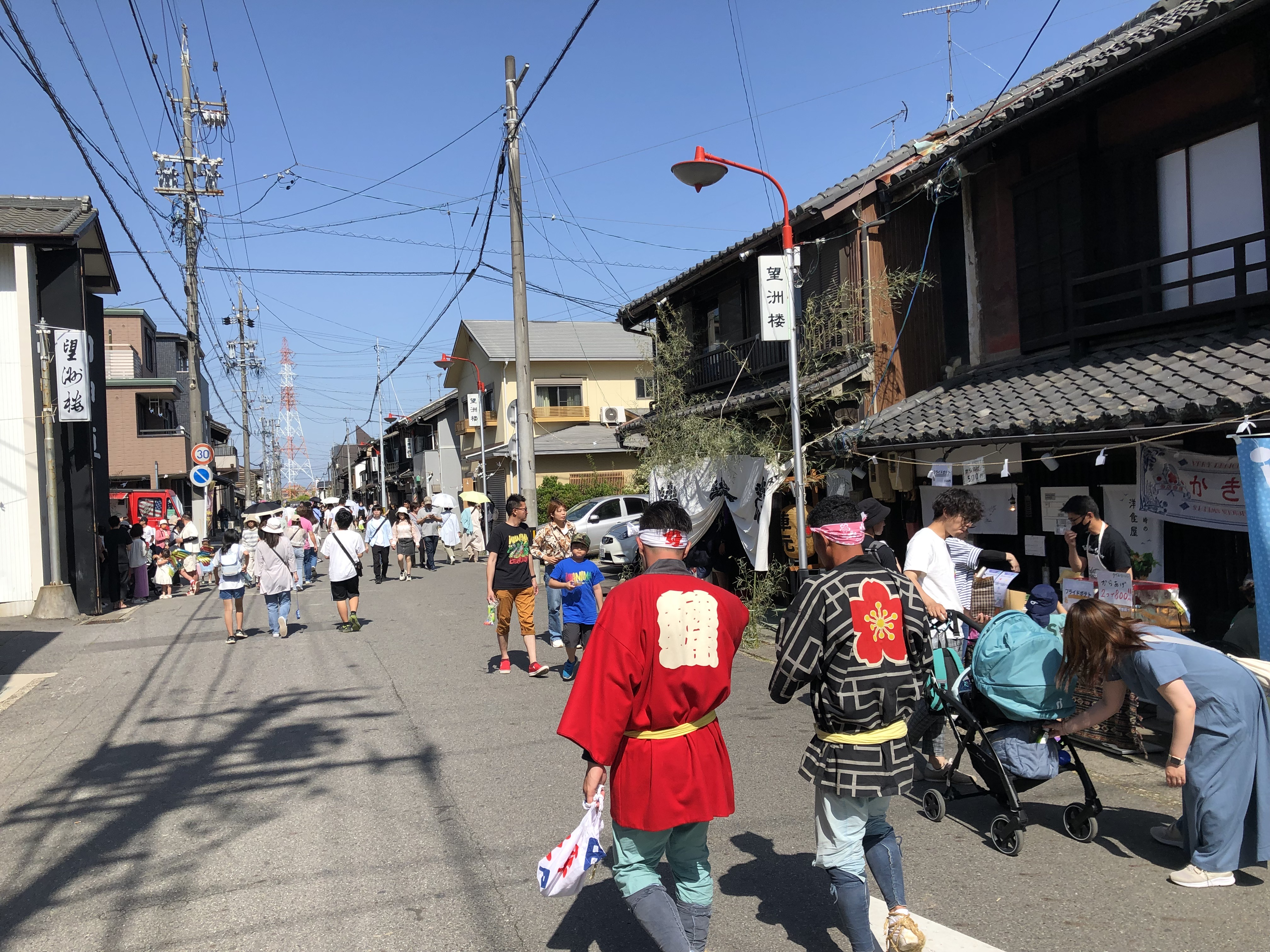
望洲楼付近の商店街。祭りの期間、車両通行止めとなる。

## 山車

### 宮本車
建造：1865年。東組。5台の山車の一番車。亀崎潮干祭の山車の元祖である。
| 前棚人形 | 「三番叟」     | 日下浄雲   |
| 上山人形 | 「湯取り神事」 | 荒川宗太郎 |

### 青龍車
建造：1891年。石橋組。亀崎潮干祭では他の4台の山車が猩々緋の大幕であるのに対し、唯一、紺羅紗地の大幕をもち、目を惹く山車である。
| 前棚人形 | 「布ざらし」           | 竹田源吉 |
| 上山人形 | 「唐子（逆立ち）遊び」 | 鬼頭二三 |

### 力神車
建造：1826年。中切組。現在の5台の山車の中では最も建造が古く、知多型山車の元祖である。
| 前棚人形 | 「猩々（面かぶり）」 | 五代目玉屋庄兵衛 |
| 上山人形 | 「浦島（面かぶり）」 | 六代目玉屋庄兵衛 |

### 神楽車
建造：1837年。田中組。山からくりの「傀儡師」は、「人形を操作する、古い時代の傀儡師」を表すからくり人形であり、『生きた化石』とも言われ、演劇史研究の貴重な史料となっている。
| 前棚人形 | 「巫女の舞」         |
| 上山人形 | 「傀儡師（船弁慶）」 |

### 花王車
建造：1846年。西組。上山に飾られた桜の枝が目を惹く山車である。
| 前棚人形 | 「神官」                   | 五代目玉屋庄兵衛 |
| 上山人形 | 「桜花唐子遊び（綾渡り）」 |                  |

## 備考
- 祭礼の参加者は山車組ごとの血縁者によって構成されている[要出典]。
- 祭礼は女人禁制であり、観光客や女性住民は祭礼の見物こそできるものの、山車の元綱・先綱を曳いて参加することはできない。